# North Troy
North Troy – wieś w Stanach Zjednoczonych, w stanie Vermont, w hrabstwie Orleans.